# U 599
U 599 war ein deutsches Unterseeboot des Typs VII C. Diese Klasse wurde wegen ihrer Hochseefähigkeit und Ausdauer auch „Atlantikboot“ genannt. Die Kriegsmarine setzte U 599 während des U-Boot-Krieges im Zweiten Weltkrieg im Nord- und im Mittelatlantik ein.

## Technische Daten
Blohm & Voss wurde unmittelbar nach Kriegsbeginn mit dem Bau von U-Booten für die Kriegsmarine beauftragt. Ab 1939 waren die Kapazitäten der Hamburger Werft mit dem Bau von Unterseebooten ausgelastet. Die effiziente Serienfertigungsweise der Werft sollte planmäßig die jährliche Fertigung von 52 U-Booten vom Typ VII C gewährleisten. In Lizenz für MAN wurden zusätzlich noch Dieselmotoren für 24 Boote dieses Typs gefertigt. Die zwei Dieselmotoren der Boote vom Typ VII C ermöglichten diesen Modell bei der Überwasserfahrt eine Geschwindigkeit von 17 Knoten. Ein solches Boot hatte hierbei eine maximale Reichweite von 6500 sm. Unter Wasser kamen üblicherweise die beiden je 375 PS starken Elektromotoren zum Einsatz, die 7,6 Knoten Fahrt gewährleisteten. Am Turm trug U 599 eine langgestreckte, liegende S-Rune auf goldenem Grund.

## Kommandant
Wolfgang Breithaupt wurde am 19. September 1913 in Hochheim geboren und trat 1933 in die Reichsmarine ein. Zu Kriegsbeginn diente er auf dem Leichten Kreuzer Köln. Im Februar 1941 wurde er zum Kapitänleutnant befördert, zwei Monate später trat er der U-Bootwaffe bei. Im Anschluss an seine U-Bootausbildung und eine kurze Zeit als Kommandantenschüler, übernahm er am 4. Dezember das Kommando auf U 599, das er bis zum Untergang des Bootes innehatte.

## Einsatz
U 599 verließ Kiel am 27. August 1942 zu seiner ersten und einzigen Unternehmung. Als Operationsgebiet war der Nordatlantik und insbesondere das Seegebiet um Neufundland vorgesehen, von wo aus sich die Geleitzüge der Alliierten auf ihren Weg nach Europa machten. U 599 wurde der U-Bootgruppe Lohß zugeteilt, die diese Konvois aufspüren sollte.

### Geleitzugschlacht
Erkenntnisse des B-Dienstes ermöglichten es der deutschen U-Bootführung im September 1942, den Kurs eines Geleitzug zu identifizieren, der von der nordamerikanischen Ostküste aus gen Osten fuhr. Der Konvoi SC 100 bestand aus 24 Handelsschiffen, die von einem Geleitschutz der US-Navy gesichert wurden. Zwei Korvetten der kanadischen Marine begleiteten den Geleitzug ebenfalls. Sie waren für den Einsatz im Rahmen der Operation Torch im Mittelmeer vorgesehen und befanden sich dafür auf dem Weg zu den britischen Inseln. Den genauen Angaben des B-Dienstes folgend, entdeckte Kommandant Breithaupt SC 100 und begann mit dessen Verfolgung, während U 599 kurze Signale absetzte, um – gemäß den Vorgaben der Rudeltaktik – weitere U-Boote heranzuführen. Die U-Bootführung, die auf eine erfolgreiche Geleitzugschlacht hoffte, versuchte 21 U-Boote zum koordinierten Angriff auf SC 100 zu sammeln. Gleichzeitig entwickelte sich ein Sturm im fraglichen Gebiet, der von einigen der deutschen Kommandanten als „Orkan“ bezeichnet wurde und ihnen das Zusammenfinden und die Durchführung einer gemeinsamen Attacke erschwerte. Schlechtes Wetter und entsprechend raue See machten es auch Kommandant Breithaupt unmöglich, einen Angriff durchzuführen und der Kontakt zum Konvoi ging verloren.

### Versenkung
Ein britischer Liberator-Bomber, der zum Schutz des Geleitzugs KX 2 abgestellt worden war, den Konvoi aber verpasst hatte, entdeckte das aufgetaucht fahrende U 599 am 24. Oktober um 16:50 Uhr nordwestlich von Kap Finisterre. Der Erfolg des Angriffs wurde durch eine große Öllache bezeugt, die kurze Zeit später an der Stelle auftauchte, wo das Flugzeug das U-Boot attackiert hatte.